# Pseudastur albicollis
La poiana bianca (Pseudastur albicollis (Latham, 1790)) è un uccello rapace della famiglia degli Accipitridi, diffuso in America centrale e Sud America.

## Descrizione
È un rapace di media taglia, lungo 47–51 cm, con un'apertura alare di 98–117 cm.

## Biologia
Tra le sue prede vi sono serpenti, lucertole, anfisbene, cecilidi, rane, e piccoli mammiferi.

## Distribuzione e habitat
Questa specie ha un ampio areale neotropicale che si estende dal Messico, attraverso l'America Centrale (Belize, Costa Rica, Ecuador, El Salvador, Guatemala, Honduras, Nicaragua, Panama), sino alla parte settentrionale del Sud America (Bolivia, Brasile, Colombia, Guyana francese, Guyana, Perù, Suriname, Trinidad e Tobago, Venezuela).

## Tassonomia
Sono note le seguenti sottospecie:
- Pseudastur albicollis ghiesbreghti (Du Bus de Gisignies, 1845)
- Pseudastur albicollis costaricensis (Sclater, WL, 1919)
- Pseudastur albicollis williaminae (Meyer de Schauensee, 1950)
- Pseudastur albicollis albicollis (Latham, 1790)